# Морозов, Сергей Петрович (политик)
Серге́й Петро́вич Моро́зов (род. 9 мая 1973, Белово, Кемеровская область, РСФСР, СССР) — российский государственный деятель, работник органов госбезопасности. Генерал-майор (2017).
Временно исполняющий обязанности губернатора Астраханской области с 26 сентября 2018 по 5 июня 2019.

## Биография

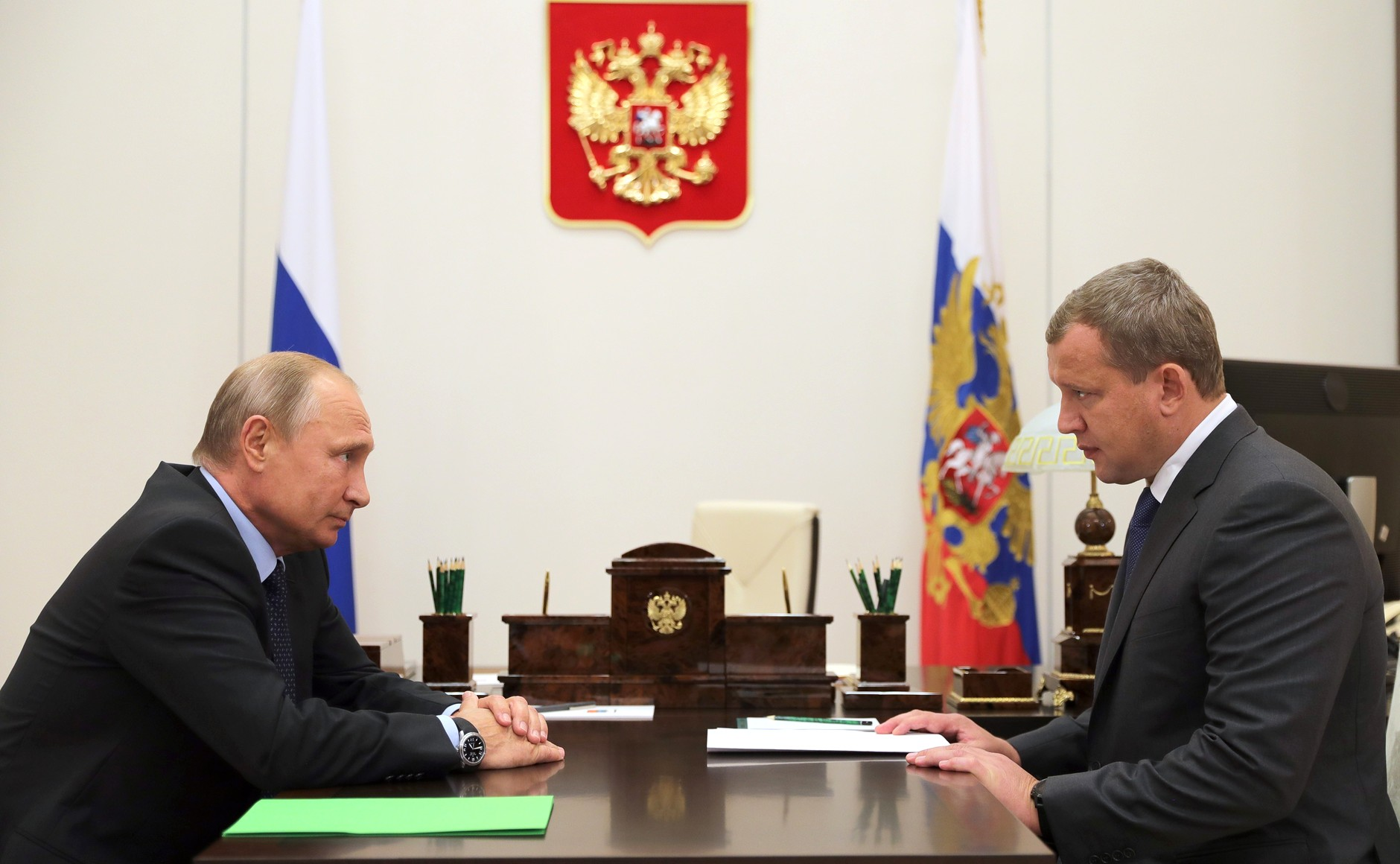
Рабочая встреча с Президентом России Владимиром Путиным, 26 сентября 2018 года

Родился 9 мая 1973 года в городе Белово, Кемеровской области.
В 1992 году, по окончании Ленинградского речного училища, начал трудовой путь штурманом-судоводителем на Невском судостроительно-судоремонтном заводе.
В 1992—1994 годах прошёл срочную службу в Вооруженных силах России.
В 1994 году Сергей Морозов был принят на службу в Федеральную службу охраны.
В 1999 году получил диплом о высшем образовании Санкт-Петербургской государственной академии физической культуры имени П. Ф. Лесгафта.
За годы службы неоднократно проходил профессиональную переподготовку в Российской академии государственной службы при Президенте РФ, Военной академии Генерального штаба Вооруженных сил РФ, Российской академии народного хозяйства по программам «Государственное и муниципальное управление» и «Государственное и военное управление».
С 2016 по 2017 год работал помощником Министра обороны Российской Федерации Сергея Шойгу.
В мае 2017 года присвоено воинское звание генерал-майора.
В сентябре 2017 года трудился в должности заместителя руководителя Федеральной таможенной службы Российской Федерации.
26 сентября 2018 года указом Президента России назначен временно исполняющим обязанности губернатора Астраханской области.
По данным исследования, проведённого ВЦИОМ в апреле 2019 года, его готовы были поддержать 53 % избирателей. Электоральный потенциал оценивался в 77 %.
5 июня 2019 года подал в отставку с поста временно исполняющего обязанности губернатора Астраханской области по собственному желанию, которая была принята Президентом России в тот же день. Продолжит работу в одной из спецслужб России

## Награды
- медаль «В память 300-летия Санкт-Петербурга»
- медаль «За отличие при выполнении специальных заданий» (ФСО)
- медаль «За воинскую доблесть» (ФСО)
- медаль «За боевое содружество» (ФСО)
- медаль «За отличие в военной службе» (ФСО) II и III степеней
- медаль «За возвращение Крыма»
- медаль «За укрепление таможенного содружества» (ФТС)
- нагрудный знак ФТС «За особые отличия»
- другие ведомственные и общественные награды
- именное оружие[8]

## Семья
Женат. Жена — Алина, родом из Ростова-на-Дону. Воспитывают троих детей: двух дочерей (старшая — Кристина 2009 г.р.) и сына Богдана 2013 г.р. Брат по отцу Колесников Василий Петрович (1983 г.р.) проживает в г. Батайск Ростовской обл.

## Увлечения
Играет на гитаре. Любит музыку — от классики и джаза до фольклора.